# Kafo Jiginew
Kafo Jiginew (qui signifie Union des greniers en Bambara) est une institution mutualiste d’épargne et de crédit créé au Mali en octobre 1987. Sa mission est de permettre aux populations maliennes ayant des revenus modestes (paysans, artisans, petits commerçants) d’avoir accès à des services financiers de proximité (épargne, crédit, micro-assurance et transfert d'argent) .
Il a été mis en place avec le soutien du Consortium Européen pour le Crédit Coopératif Malien (CECCM) regroupant quatre ONG européennes et la Fondation du Crédit coopératif. Il a bénéficié d’un cofinancement de la Commission européenne.
Kafo Jiginew est présent à travers tout le Mali avec 158 points de vente, dont 128 en milieu rural. Avec 1 500 élus bénévoles et 522 salariés en 2009, plus de 257 000 sociétaires bénéficient de Kafo Jiginew.
De sa création à fin décembre 2008, le montant cumulé des crédits a été de plus de 82 milliards de francs CFA.
Kafo Jiginew a inauguré le 27 février 2009 son siège social à Bamako dans le quartier de Hamdallaye ACI.
Consulter le Site internet  http://www.kafojiginew.com/presentation/kafo-jiginew pour plus d'informations